# Mia Corbin
Mia Elizabeth Corbin (Estados Unidos 25 de mayo de 1997) es una futbolista estadounidense que juega como delantera en el Parma Calcio de la Serie A de Italia.
Es la goleadora histórica de Alajuelense con 33 anotaciones en la Primera División de Costa Rica, donde además consiguió dos títulos de goleo en 2022.

## Trayectoria

### L.D Alajuelense
Debutó el 13 de marzo de 2022 con la L.D Alajuelense en la Primera División de Costa Rica. En diciembre del mismo año se comunica oficialmente su salida del conjunto costarricense.

### Parma
El 27 de enero de 2023 se confirma como fichaje del Parma Calcio.

## Clubes
| Club            | País           | Año       |
| --------------- | -------------- | --------- |
| OL Reign        | Estados Unidos | 2021      |
| L.D Alajuelense | Costa Rica     | 2022-2023 |
| Parma Calcio    | Italia         | 2023-Act  |

## Palmarés

### Títulos nacionales
| Título                         | Equipo            | País       | Año  |
| ------------------------------ | ----------------- | ---------- | ---- |
| Primera División de Costa      | L. D. Alajuelense | Costa Rica | 2022 |
| Primera División de Costa Rica | L. D. Alajuelense | Costa Rica | 2022 |

### Distinciones individuales
| Distinción                                                                                | Año  |
| ----------------------------------------------------------------------------------------- | ---- |
| Máxima goleadora de la Primera División de Costa Rica del Torneo Apertura 2022 (16 goles) | 2022 |
| Máxima goleadora de la Copa Interclubes de la Uncaf (7 goles)                             | 2022 |
| Máxima goleadora de la Primera División de Costa Rica del Torneo Clausura 2022 (17 goles) | 2022 |
| Máxima goleadora extranjera histórica de la L. D. Alajuelense (40 goles)                  | 2022 |